# サムサリ山
サムサリ山（სამსარი）は、ジョージア南部にあるアブル＝サムサリ山脈の最高峰。標高は海抜3,285メートル。
サムサリ山は火山円錐丘であり、半円状の隆起が直径3キロメートルのカルデラを囲んでいる。
このカルデラは約20万年前に形成されたものであり、局所的な断層系と密接に関連している。カルデラの底面は岩や氷の破片で覆われており、小さな湖や火山カルスト地形が並んでいるカルデラの縁には圏谷をはじめとする、過去の氷河の痕跡が残っている。
サムサリ山自体は第四紀後期に形成され、安山岩、デイサイト、流紋岩から構成されている。サムサリ山の斜面には植生がない。